# Eduardo Herrera Bueno
Eduardo Herrera Bueno, noto come Herrerita (Gijón, 5 luglio 1914 – 15 agosto 1991), è stato un calciatore spagnolo, di ruolo attaccante.

## Biografia
Suo fratello Ramón Herrera Bueno era anch'egli un calciatore.

## Palmarès

### Club

#### Competizioni regionali
- Campionato di Asturia: 2

Sporting Gijón: 1930, 1931